# Foshan
Foshan (kinesisk: 佛山; pinyin: Fóshān, på kantonesisk Fat Saan eller Fatshan) er en by på præfekturniveau i provinsen Guangdong i Kina. Byen administrerer et område på  3,840 km² med en befolkning på knap 6 millioner mennesker i 2009. 

## Administration
Bypræfekturet Foshan administrerer fem distrikter:
- Chancheng distrikt (禅城区)
- Nanhai distrikt (南海区)
- Sanshui distrikt (三水区)
- Gaoming distrikt (高明区)
- Shunde distrikt (顺德区)

Den lokale leder i Kinas kommunistiske parti er Lu Yi. Borgmester er Zhu Wei, pr. 2021.

## Trafik
Kinas rigsvej 325 (Guangnan-vejen) går gennem området. Den fører vestover fra Guangzhou i Guangdong til Nanning og til den autonome region Guangxi.
23°1′45″N 113°6′20″Ø / 23.02917°N 113.10556°Ø